# Xan de Waard
Xan de Waard (ur. 8 listopada 1995) – holenderska hokeistka na trawie. Srebrna medalistka olimpijska z Rio de Janeiro.
Występuje w pomocy. W reprezentacji Holandii debiutowała w 2013. Zawody w 2016 były jej pierwszymi igrzyskami olimpijskimi, Holandia po rzutach karnych przegrała w finale z Wielką Brytanią. Z kadrą brała udział m.in. w mistrzostwach świata w 2014 (złoto) i 2018 (złoto) oraz kilku turniejach Champions Trophy i mistrzostwach Europy (złoto w 2017; srebro w 2015). Łącznie w kadrze rozegrała 129 spotkań i zdobyła 14 goli.